# Max Nordau

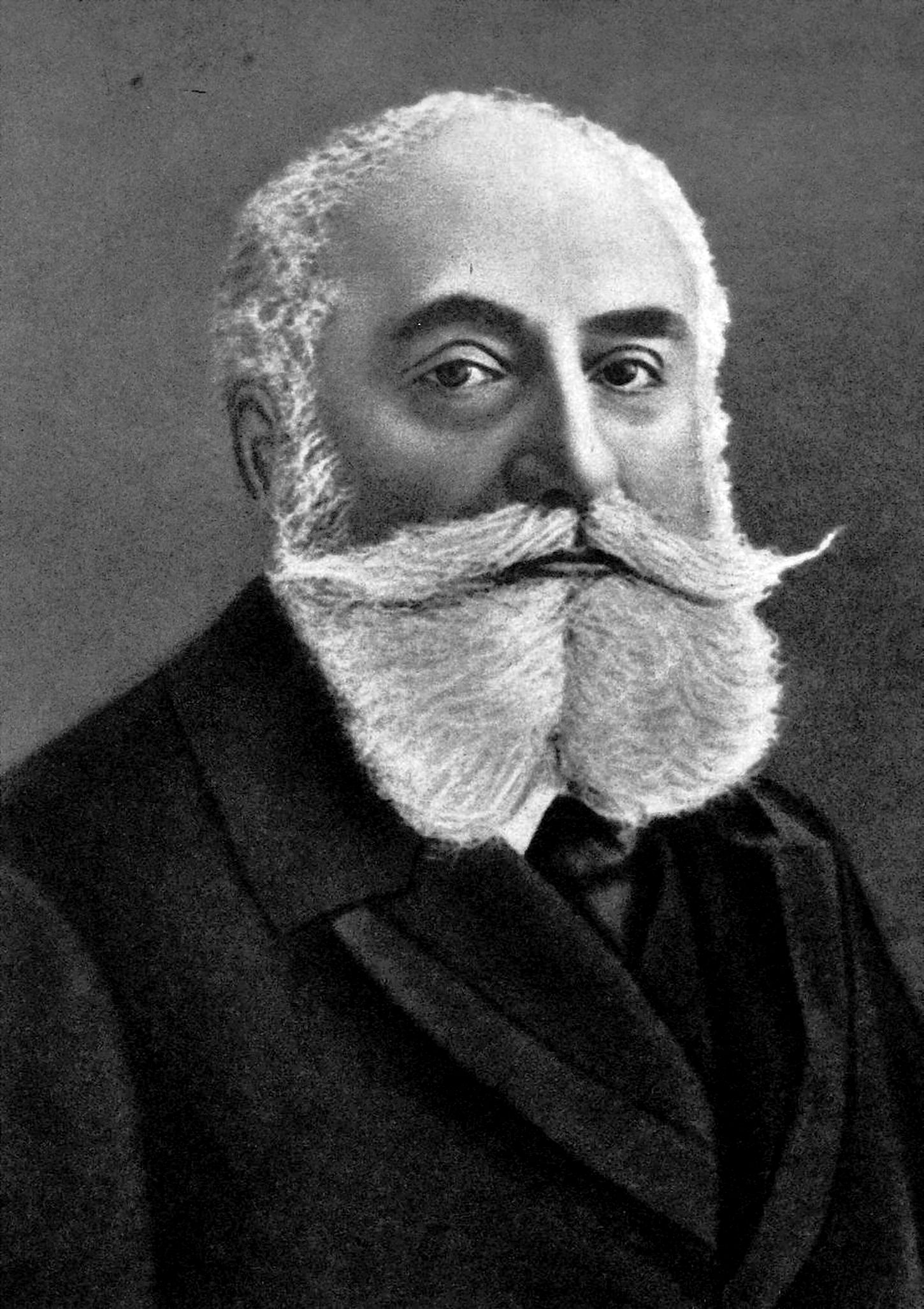
Max Nordau

Max Nordau, egentligen Max Südfeld, född 29 juli 1849, död 23 januari 1923, var en tysk-ungersk författare av judisk börd.
Nordau var från 1880 bosatt i Paris som praktiserande läkare, debuterade som reseskildrare och novellist men gjorde sig sedan mest känd som kulturkritiker med verk som Die konventionellen Lügen der Kulturmenschheit (1883), Paradoxe (1885), och främst Entartung (1892), där han med utgångspunkt från Cesare Lombroso riktar ett våldsamt dråpslag mot fin-de-siècle-kulturen i gemen och stämplar alla dess yttringar som bestämda och lätt identifierbara sjukdomssymtom. Nordaus romaner, däribland Die Krankheit des Jahrhunderts (1887) och dramer har i stort sett samma inriktning som kulturstudierna. Tillsammans med Theodor Herzl var Nordau grundare av sionismen.

## Verk (svenska översättningar)
- Den nationalekonomiska lögnen (1884)
- Konventionella nutidslögner (Die konventionellen Lügen der Kulturmenschheit) (översättning Erik Thyselius, Looström, 1884)
- Paradoxer (Paradoxe (översättning Erik Thyselius, Looström, 1885)
- Paris under den 3:dje republiken: studier och bilder (Paris unter der dritten Republik) (översättning Erik Thyselius, Looström, 1885)
- Tidens sjukdom (Die Krankheit des Jahrhunderts (Bonnier, 1887)
- Alkoholismen i Paris (Aktiv, 1890)
- Jakten efter millioner: nutidsroman från våra dagars Paris (Aus dem wahren Milliardenlande) (Bonnier, 1897)
- Zionismen (öfversatt från danskan af Moritz Tarschis, Zernell & Andréns boktryckeri, 1910)
- Äktenskapslögnen (Kalmar: Rudolf Erlandsson, 1912-1913)
- Den politiska lögnen (Oskarshamnsbladet, 1913)